# رقصة ابن عرس الحربية

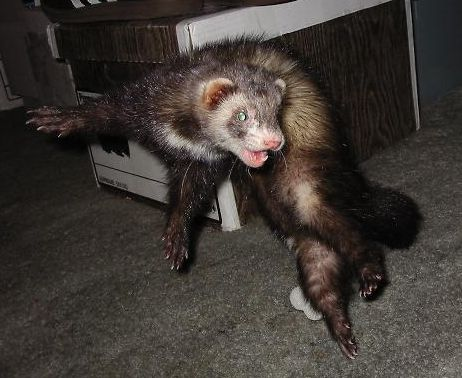
ابن مقرض و هو يؤدي تلك الرقصة

رقصة ابن عرس الحربية (بالإنجليزية: weasel war dance)‏ مصطلح عام لسلوك يوجد عند الخلفية المتتابعة، وغالباً ما تصحب ظهراً مقوساً وذيلاً مجعداً. يستخدم ابن عرس قصير الذيل هذه الرقصة عادة عندما يهاجم الأرانب، كل ابن عرس تفعل نفس الشيء بالضبط عندما يصطادون أو يقتلون فرائسهم في البرية، مثل ابن عرس، والقطب الأوروبي، وقطب السهوب، وابن ابن عرس.